# Saskia Meynen Degryse
Saskia Meynen-Degryse (9 augustus 1995) is een Belgische boogschutster.

## Levensloop
Meynen Degryse is sinds 2011 lid van het nationaal team en doet mee aan internationale wedstrijden. Nationaal komt zij uit voor de club Cop Peer en neemt ze deel in de categorie Compound Dames S1. 
Ze nam deel aan de Wereldkampioenschappen van 2015. In 2016 nam Meynen Degryse deel aan de wereldbekerwedstrijd in Shanghai en aan het EK in Nottingham.
Ze is afkomstig uit Genk en heeft een relatie met boogschutter Reginald Kools. Haar zus Lena en vader Alain zijn eveneens actief in het boogschieten.